# إسفرجان
إسفرجان هي قرية في مقاطعة شهرضا، إيران. عدد سكان هذه القرية هو 2,724 في سنة 2006.